# Opričnik
Opričnici (ruski: опричник, množina опричники) pripadnici su opričnine, vojne garde koju je kao posebne odrede osnovao ruski car Ivan IV. Vasiljevič, poznatiji pod imenom Ivan Grozni. Opričnici su bili regrutirani iz redova sitnoga plemstva. Ivan Grozni od njih je stvorio udarnu vojnu snagu u kojoj je bilo do 6000 članova u borbi protiv boljara, protivnika careva samodržavlja. Ivan Grozni raspustio ih je 1572. godine, nakon poraza što su ga 1571. godine kraj Moskve doživjeli od Krimskoga Kanata.

## Vanjske poveznice
- Opričnici Hrvatska enciklopedija
- Opričnici, Proleksis enciklopedija
- Опричник, Enciklopedijski rječnik Brockhausa i Efrona